# Spogostylum decipiens
Spogostylum decipiens är en tvåvingeart som först beskrevs av Mario Bezzi 1912.  Spogostylum decipiens ingår i släktet Spogostylum och familjen svävflugor. Inga underarter finns listade i Catalogue of Life.